# Georges H. Gallet
Pour les articles homonymes, voir Gallet.
Georges H. Gallet, né le 20 juillet 1902 à Bressuire dans les Deux-Sèvres et mort le 29 mars 1995 à Aubagne dans les Bouches-du-Rhône, (il sera inhumé à Cassis), de son vrai nom Georges Hilaire Gallet, est un journaliste scientifique, écrivain, traducteur et éditeur. Il est aussi un grand collectionneur de pulps : ceux-ci ayant été vendus à Jacques Sadoul en 1965 servent de base pour les premiers tomes des anthologies Les Meilleurs Récits de….

## Biographie

### Jeunesse et début de carrière professionnelle
À 16 ans, Georges Gallet lit déjà Une princesse de Mars d'Edgar Rice Burroughs.
Il est licencié en sciences.
Avant-guerre toujours, il a une correspondance suivie avec Régis Messac (mort en déportation), le premier éditeur d'un début de collection française de science-fiction (trois ouvrages... mais la guerre arrive). Il découvre le nom de Jacques Bergier dans le courrier des lecteurs de Weird Tales en 1938. Tout comme lui il est un passionné de radio.
Il manque de publier le tout premier magazine en partie consacré à la SF en France, intitulé Conquêtes. Un numéro 0 voit le jour le 24 août 1939 (publié le 3 septembre par la Société des Périodiques Illustrés, avec au sommaire Jean de La Hire), mais il est mobilisé dès le mois suivant, et ne retrouvera un poste d'éditorialiste dans la science-fiction que quinze années plus tard, avec le Rayon Fantastique.

### Années 1940 et 1950
Officier dans l'armée française, il doit embarquer pour l'Angleterre à Dunkerque lors de la débâcle, avant de revenir s'installer dans le sud de la France non occupée avec son épouse. Durant le conflit, il devient interprète pour les troupes alliées, ce qui lui permet d'enrichir sa connaissance de la science-fiction américaine dont l'essor démarre réellement. Il pourra plus tard rencontrer de grands auteurs de la période classique, et se lier d'amitié notamment avec Forrest J. Ackerman.
Immédiatement après-guerre, il est aussi chroniqueur scientifique régulièrement au Provençal, depuis Paris.
Le toujours souriant Georges H. Gallet -qui tenait beaucoup au H. de son nom complet- devient en même temps en 1948 le rédacteur en chef de V Magazine où il publie déjà des textes de science-fiction.
À l'automne 1951, il présente le jeune Jimmy Guieu (qui vient tout juste de signer au Fleuve noir) à l'avocat Marc Thirouin, pionnier de l'ufologie française avec sa revue "Ouranos".
Il devient membre du comité éditorial et directeur de collection littéraire chez Hachette. Il y crée en 1951 la seconde collection d'anticipation française, "Le Rayon fantastique", dont le copilotage pour la part revenant aux éditions Gallimard est assuré au début par le martiniquais Michel Pilotin (1906-1972). Cette collection permet à Georges H. Gallet de ressusciter le Prix Jules-Verne SF - Hachette entre 1958 et 1963. Il y publie une anthologie, Escales dans l'infini (Le Rayon fantastique no 26). La collection s'arrête en 1964.
De plus, annuellement en octobre, il s'attelle à rédiger seul avec une secrétaire dans une petite cave obscure le vieil Almanach Hachette déjà nonagénaire avant lui.
En 1953, il devient conseiller scientifique de Marc Thirouin  pour sa revue Ouranos (avec Jimmy Guieu).
S'adressant aux habitués de la librairie La Balance de Valérie Schmidt -à laquelle il aura prêté sa collection de SF américaine d'avant-guerre le temps d'une exposition mémorable car première du genre à partir de Noël 1953- il aura ce mot: Vous habitez la maison que j'ai bâtie.... En 1954, il est le rédacteur en chef de Super Policier Magazine et de Super Western Magazine aux éditions André Jaeger, puis il devient membre du jury de l'International Fantasy Award. En 1959, il fait partie de l'éphémère "Club N.O.V.A." (Nihil Obstat Vitae Anticipandae), issu de la revue « Satellite » (avec Spriel, Klein, Kanters, Renault, Barjavel et de Caro).

### Années 1960 et 1970
Durant les années 1960, il est le correspondant du Burroughs bulletin pour la France.
À partir de 1972, Georges H. Gallet dirige avec son vieux complice Jacques Bergier plusieurs collections chez Albin Michel : la collection Science-fiction (2ème série), de 1972 à 1974, puis la collection Super-Fiction, de 1975 à 1983,. En 1972 et 1973, tous deux dirigent encore la collection "Science parlante" de l'éditeur.
Ses différentes traductions de textes anticipatifs publiées (une cinquantaine, entre romans -plus de trente- et nouvelles) s'étalent entre 1951 (Passagère clandestine pour Mars, roman) et 1983 (Le jour des Kleshs, roman, à 83 ans). Il a aussi traduit des livres réalistes, comme Constantin: le premier empereur chrétien de Ramsay MacMullen (chez Hachette son éditeur de prédilection, en 1971).
Parmi les auteurs qu'il traduit figurent notamment Arthur C. Clarke, Michael Coney, Philip José Farmer, Daniel Keyes, Abraham Merritt, Catherine L. Moore, Clifford D. Simak, Theodore Sturgeon, Alfred Van Vogt et Jack Williamson.
Il a vendu toute sa collection de pulps à Jacques Sadoul, ce dernier la complétant ensuite et mettant, dixit, « cinq années à la décortiquer ». En décembre 1953, il l'avait alors prêtée à Valérie Schmidt (avec celle de Bergier) pour sa première exposition française consacrée à la SF, dans sa petite librairie spécialisée à Paris La Balance. Durant les années 1970, il fut notamment l'agent littéraire de Jacques Vallée pour la France, avec plusieurs rencontres à Cassis.

## Œuvres
- Mensuel "Toute la Vérité", N°7 de novembre 1954, spécial L'énigme des soucoupes volantes - Le mystère de l'époque, entièrement rédigé par Gallet (d'après Michel, Guieu, Keyhoe, Leslie et Adamski, Jean de La Hire, Kenneth Arnold, le capitaine Mantell, avant 1947,...)[23]
  - L'Homme qui "inventa" les soucoupes en 1906,
  - L'époque des soucoupes volantes,
  - Soucoupes partout!,
  - L'U.S. Air Force mène l'enquête...,
  - Toutes les soucoupes ne sont pas neuves,
  - Anatomie des soucoupes,
  - Soucoupes psychologiques,
  - Soucoupes d'un autre monde?,
  - Les soucoupes gardent leur secret (militaire?).
- Escales dans l'infini (anthologie au Rayon fantastique, choisie et entièrement traduite), éd. Hachette, 1954
- À l'assaut de l'espace, Éd. de la Pensée moderne, 1956
- Demain sera un autre monde, Éd. de la Pensée moderne, coll. « La Marche du monde », 1958
- Quatre pas dans l'étrange (anthologie au Rayon fantastique, n°79), éd. Hachette, avril 1961
- Le Livre du mystère (avec Jacques Bergier et l’équipe du « Giornale Dei Misteri », Albin Michel (coll. Les Chemins de l'impossible) 1975, J'ai lu, n° A374 (coll. L'Aventure mystérieuse), 1980
- Le Livre des Anciens astronautes (toujours avec Jacques Bergier), Albin Michel (coll. Les Chemins de l'impossible) 1977, J'ai lu, n° A388 (coll. L'Aventure mystérieuse), 1981

### Articles notables
- La controverse de la couleur, Cinéa-Ciné "nouvelle série" n°74, 1er décembre 1926 (à 24 ans)
- Le Gaz dans la fabrication de la revue "Le Gaz chez soi", Le gaz chez soi chez soi, 1er mai 1934
- Bio-bibliographical Notice of Régis Messac, New York, The Science Fiction News Letter, vol. III, no 10, p. 3-4, 28 janvier 1939
- Noel d'un autre monde, Hollywood tel qu'il fut, La revue de l'écran n°451, Marseille, 1941
- Sang de remplacement, Candide, 10 novembre 1943
- Rubrique En Marge de la guerre (ou des combats, ou Sur les fronds de guerre), Candide,  1943 à 1944 (quelques paragraphes: Iles qui disparaissent, Nicolas Tesla ennemi d'Edison, L'urne carnivore, Pistolet à métal en fusion, Le canon à électrons, L'explosion du "Globe végétal", Machines à voir pour aveugles, Maisons en verre, Un stylo de 300 kilomètres!, Champignons étrangleurs, 6000 degrés, foudre en bouteille, Moteurs sans carburateur, Les plantes entendent-elles la radio?...)
- Rubrique Le Monde comme il va, Candide, 1944
- Aviateurs au péril de la mer, Siroco, 9 mars 1944
- Friquet, petit chien de guerre, Siroco, 6 avril 1944
- Mort en avion, A TOUTE VITESSE, Siroco, 20 avril 1944
- Patrouille blindée, Siroco, 18 mai 1944
- 1946 : nombreuses critiques littéraires dans V Magazine (de X.P. en feu ! de Pierre Devaux, puis de quatre romans de science-fiction dans le numéro du 17 mars, ensuite de L'Ile des vertus de Henri Drouin dans le numéro du 14 avril, de Robur, maître de l'or de Pierre Desclaux dans le numéro du 28 avril, de Le Voyageur immobile par Alain Saint-Ogan et Camille Ducray dans le numéro du 25 août, Plus fort que la bombe atomique à propos de Le dernier blanc de Yves Gandon dans le numéro 108, etc.)
- Avec l'ère atomique, le fantastique envahit l'édition, V Magazine n°76/77, 17 mars 1946
- La Course aux découvertes est un roman d'aventure, V Magazine n°78/79, 31 mars 1946
- Perdus! (dans une cathédrale du spectacle -Le Chatelet-), V Magazine n°113, 1er décembre 1946
- Jacques Spitz préfère le fantastique aux voyages de l'agence Cook, V Magazine n°117, 29 décembre 1946
- Reportage à peine anticipé (sur L'Amour sidéral), V Magazine n°121, 26 janvier 1947
- Les Voyageurs pour la lune, en voiture!, V Magazine n°121, 26 janvier 1947
- "Monsieur le curé" René Fauchois auteur-acteur est peintre aussi, V Magazine n°122, 2 février 1947
- La Course au Pole Nord, V Magazine n°124, 16 février 1947
- Le Miroir magique (la télévision) n'appartient plus aux contes de fées, V Magazine n°127, 9 mars 1947
- A 80 ans, Léon Frappe fait sa culture physique tous les matins, V Magazine n°129, 23 mars 1947
- Les Abeilles se parlent, en dansant la valse et la rumba, V Magazine n°149, 10 aout 1947
- L'automobile de demain, V Magazine supplément (V48), été 1948
- Good-bye Paris!, V Magazine n°207, 19 septembre 1948 (avec Y. Audouard)
- Un homme espère voir exploser l'univers, V Magazine n°219, 12 décembre 1948
- Quand l'amour est scientifictionnel, V Magazine, 1951 (non signé)
- V Magazine vous fait passer par le Médoc, par le bon temps, pour le bon temps, V Magazine n°342, 22 avril 1951
- Les Anglais font la queue pour visiter le festival, sans manger, V Magazine n°350, 17 juin 1951
- Il est interdit de doper un cheval, mais pas un athlète olympique, V Magazine n°409 (devenu "Voir"), 3 aout 1952
- Le cinérama va sauver le cinéma, menacé par la télévision, V Magazine n°422, 2 novembre 1952
- Comment un journaliste marseillais a failli battre le record du tour du monde, V Magazine n°423, 9 novembre 1952
- Le sexe male risque d'être remplacé par un ingénieux artifice technique (Jean Rostand), V Magazine n°426, 30 novembre 1952

etc... la collaboration à V Magazine comme journaliste scientifique (littéraire, et culturel) se poursuit donc jusqu'en 1952.
- "Cocktail" contre la douleur, Voilà: l'hebdomadaire du reportage, 1er avril 1950
- La science-fiction remplacera-t-elle le roman policier?.., Le Figaro Littéraire, 8 avril 1950 (cet article permet à Gallet de se faire engager par Hachette pour créér le "Rayon Fantastique". Il est interrogé par Claude Elsen)
- La course contre la montre... pour le tour du monde (depuis Philéas Fogg), L'Alsace illustrée, 1er décembre 1952
- L'Homme peut faire renaitre à volonté des animaux depuis longtemps disparus, Le Provençal, 24 mai 1953
- Sara elettrica? L'auto del futuro, Radiorama, avril 1956 (italien)
- Il mago transistor stupisce l'umanita, Radiorama, janvier 1957 (italien)
- Victimos en la era de los tranquilizantes, journal Sevilla, 2 septembre 1958
- La Science-fiction en face de la course scientifique, Satellite n°14, février 1959
- Les Lunes de Mars sont -peut-être- des satellites artificiels, Satellite n°18, juin 1959
- L'Astronautique fictive, Encyclopédie des Sciences et des Techniques, volume III, 1961
- La Domestication de la bombe H (déjà réalisable) ouvre des sources illimitées d'énergie à l'humanité, L'Impartial, 3 octobre 1961
- La Science-fiction part à la conquête de la T.V. et... des manuels scolaires!, Journal du Jura n°51, 2 mars 1963 (à la suite d'une conférence de Jacques Bergier sur la science-fiction au palais de l'UNESCO)
- Un savant soviétique voit la main de Vénus dans le mystérieux calendrier Inca de Tiahuanaco, L'Impartial, 6 mars 1963
- Voilà comment la géophysique imagine... le Voyage au centre de la Terre, L'Impartial, 3 juin 1964
- Le  Prix Jules Verne, Bulletin de la Société Jules Verne n°13 (nouvelle série), 1er trimestre 1970
- Vie et mort du "Rayon fantastique", Univers 03, J'Ai lu, 1975
- Jacques Bergier et la science-fiction, Question de, n°30, 1979

## À son propos
- Flash sur... Georges H. Gallet - Demain sera un autre monde, Satellite, Les Cahiers de la science-fiction n°6, juin 1958, p.5 (article de Michel Benatre)
- Monsieur Science Fiction, Fiction n°305, 1979.